# Acianthera crinita
Acianthera crinita é uma pequena espécie de orquídea (Orchidaceae) originária do Brasil. A espécie foi descrita em 2001 por Mark W. Chase e Alec M. Pridgeon. É encontrada nos estados brasileiros de Espírito Santo, Minas Gerais, Paraná, Rio de Janeiro, Rio Grande do Sul e São Paulo. Ocorre no domínio fitogeográfico de Mata Atlântica, em regiões com vegetação de mata ciliar, floresta estacional semidecidual e floresta ombrófila pluvial.
A Acianthera crinita é uma espécie epífita e herbácea. Miller et al. (2006) afirmam que, na Serra dos Órgãos, é uma espécie epífita sobre trepadeiras, troncos e galhos baixos, necessitando de baixa luminosidade e movimento de ar e alta umidade. Floresce de março a abril. Em 2005, foi citada como em perigo na Lista de Espécies da Flora Ameaçadas do Espírito Santo; e em 2014, como pouco preocupante na Lista Vermelha de Ameaça da Flora Brasileira do Centro Nacional de Conservação da Flora (CNCFlora).